# Héctor de Mata
Héctor Saúl de Mata Balán, noto semplicemente come Héctor de Mata (Città del Guatemala, 17 aprile 1980), è un ex calciatore ed ex giocatore di calcio a 5 guatemalteco.

## Carriera
Come massimo riconoscimento in carriera vanta la partecipazione, con la nazionale guatemalteca, al FIFA Futsal World Championship 2000 in cui la selezione centroamericana è stata eliminata nel girone del primo turno comprendente Brasile, Portogallo e Kazakistan.